# Tim Regan
Timothy „Tim“ Regan (* 6. Februar 1974 in Dorchester, Massachusetts) ist ein ehemaliger US-amerikanisch-deutscher Eishockeyspieler sowie derzeitiger -trainer und -funktionär, der den Großteil seiner aktiven Karriere in der 2. Eishockey-Bundesliga und DEL2 verbracht hat. Seit April 2022 ist er Sportdirektor beim ERC Ingolstadt aus der Deutschen Eishockey Liga tätig, wo er selbst 115 Partien für die Grizzly Adams Wolfsburg absolvierte.

## Karriere

### Als Spieler
Regan begann seine Karriere 1992 im Spielbetrieb der National Collegiate Athletic Association, wo er für das Team des Rensselaer Polytechnic Institute aufs Eis ging. Nach vier erfolgreichen Spielzeiten wechselte der Flügelstürmer zur Saison 1996/97 nach Deutschland zum EHC Klostersee in die 1. Liga Süd. Dort wurde der Stürmer auf Anhieb Topscorer und war an der Hälfte aller erzielten Tore beteiligt. Nach der Saison wechselte der Rechtsschütze innerhalb der Liga zum SC Riessersee, um diese nach der Saison in Richtung EC Bad Nauheim zu verlassen. Nach diesem Jahr in der Bundesliga kam Regan jedoch wieder an die Zugspitze zurück und absolvierte drei Spielzeiten für die Garmischer.
Aufgrund finanzieller Probleme des SC Riessersee verließ der Rechtsschütze den Verein im Jahr 2002 und heuerte in der Spielzeit 2002/03 zunächst beim HC Innsbruck an. Während der Saison wechselte Regan jedoch wieder zurück nach Deutschland, diesmal zum EC Bad Tölz. 2003 kehrte Regan abermals zum SC Riessersee zurück, musste allerdings den Verein wieder verlassen, da diesem die Lizenz entzogen wurde. Nach einem kurzen Gastspiel in der dänischen SuperBest Ligaen beim Esbjerg IK kam der Linksaußen beim Zweitligisten Heilbronner Falken zum Einsatz, die er wiederum nach der Spielzeit in Richtung Bad Tölz verließ.
Zur Saison 2005/06 wechselte Regan schließlich zu den Grizzly Adams Wolfsburg, für die er bis 2009 auflief. Nach der Spielzeit wechselte er aus familiären Gründen wieder zum SC Riessersee. Im Sommer 2011 war der Verbleib von Regan beim SCR unsicher, da Regan ein Studium zum Finanz- und Business-Management absolviert hatte, bevor er nach Deutschland kam und nach dem Meistertitel 2011 ein Jobangebot der BayernLB annahm. Aufgrund eines Einstellungsstopps der Bank bestand Regans Vertrag nur bis Ende August 2011 und wurde nicht verlängert. Somit startete der Regan eine weitere Spielzeit beim SC Riessersee in der 2. Eishockey-Bundesliga. Im August 2011 wurden Regan, Josef Staltmayr, Florian Vollmer und Leonhard Wild zu Interimstrainern ernannt, nachdem Marcus Bleicher mit sofortiger Wirkung von seinem Amt zurückgetreten war und noch kein neuer Cheftrainer verpflichtet war.

### Als Trainer
Nachdem er im April 2015 seine aktive Karriere beendet hatte, wurde er zur Saison 2015/16 neuer Cheftrainer beim SC Riessersee.
In der Saison 2017/18 war er Sportdirektor beim SC Riessersee, seit 2018 war er Co-Trainer und Assistent des Sportdirektors beim ERC Ingolstadt. Im April 2022 wurde er dort als Nachfolger von Larry Mitchell Sportdirektor.

## Erfolge und Auszeichnungen
| - 1993 ECAC All-Rookie Team - 1995 ECAC-Meisterschaft mit dem Rensselaer Polytechnic Institute - 1995 ECAC All-Tournament Team | - 2007 Meister der 2. Bundesliga und Aufstieg in die DEL mit den Grizzly Adams Wolfsburg - 2009 Deutscher Pokalsieger mit den Grizzly Adams Wolfsburg - 2011 Oberliga-Meister und Aufstieg in die 2. Bundesliga mit dem SC Riessersee |

## Karrierestatistik
(Legende zur Spielerstatistik: Sp oder GP = absolvierte Spiele; T oder G = erzielte Tore; V oder A = erzielte Assists; Pkt oder Pts = erzielte Scorerpunkte; SM oder PIM = erhaltene Strafminuten; +/− = Plus/Minus-Bilanz; PP = erzielte Überzahltore; SH = erzielte Unterzahltore; GW = erzielte Siegtore; 1 Play-downs/Relegation; Kursiv: Statistik nicht vollständig)

1inklusive Vorgängerligen „1. Liga“ (1994–1998) und „Bundesliga“ (1998–1999)